# Разработване на Windows 7
Разработването на Windows 7 започва през 2006 г. Windows 7 окончателно се пуска на пазара през 2009 г. 

## История
През 2000 г. Майкрософт планира Windows XP и сървърната ѝ версия – Windows Server 2003 (и двете под общото кодово название Whistler) да бъдат наследени от качествено ново издание на Windows под кодовото название тогава – Blackcomb (и двете кодови названия се отнасят до Уистлър-Блаккомб курорта в Британска Колумбия). Тогава проектът е бил насрочен за завършване до 2005 година.
Големи подобрения били предвидени за Blackcomb, включително улеснено търсене на данни и напреднала файлова система наречена WinFS, която да го направи възможно. Бил Гейтс споменава за текстово поле което ще разбира изречението което потребителя въвежда.
По-късно Blackcomb е отложена и по същото време, по-малко издание, с кодово название Longhorn (сега Windows Vista), е обявено за пускане на пазара през 2003 г. Към средата на 2003 Longhorn вече има заимствани част от функциите предвидени за Blackcomb, включително Desktop Window Manager и по-нови версии на системните компоненти разработени на основата на .NET Framework. След така нареченото „Лято на червеите“ през 2003-та, когато за кратък период от време, три големи вируса – Blaster, Sobig и Welchia злоупотребяват с нередности в Windows, Майкрософт променя приоритетите си, задържайки части от основната работа над Blackomb, с цел да разработят нови сервизни пакети за Windows XP и Windows Server 2003. Разработката на Windows Vista е също преустановена през септември 2004 г.

### Наименование
Докато основната работа върху Vista е възстановена рано през 2006 г., Blackcomb е преименувана на Vienna. На 20 юли 2007, Майкрософт потвърждава, че „вътрешното наименование на новата Windows операционна система“ е било Windows 7, име цитирано от различни източници още месеци преди това. На 13 октомври 2008 е обявено, че Windows 7 ще бъде и официалното име на операционната система.
На 13 октомври 2008 Майк Наш – вицепрезидент на „Продуктов мениджмънт“ в Майкрософт казва:
| “ | Решението да се използва името Windows 7 е за семплост. Просто казано, това е седмото издание на windows, така че Windows 7 е просто логично. Да измислим ново „вдъхновяващо“ име не е в съответствие с това което се опитваме да постигнем, а именно – да стоим плътно вкоренени във „вдъхновенията“ си за Windows Vista, докато еволюираме и рафинираме основните инвестиции в технологията на платформата на Windows Vista до достигане до новото поколение Windows. | ” |

Номерирането на тази версия на Windows като „7“ обърква много потребители, така че на 14 октомври Наш пояснява по-ранните обяснения, казвайки:
| “ | Най-първото издание на Windows беше Windows 1.0, второто беше Windows 2.0, третото Windows 3.0. Оттук нататък, вече нещата стават малко по-сложни. След Windows 3.0 следва Windows NT, която е с версия на кода Windows 3.1. После дойде Windows 95, която е с версия на кода Windows 4.0. Следват Windows 98, 98 SE [Second Edition – Второ Издание] и Windows Millennium, всяка доставена като 4.0.1998, 4.10.2222, и 4.90.3000, респективно. Така че броим всички 9x версии като 4.0. Windows 2000 беше с код 5.0 и после доставихме Windows XP като 5.1, въпреки че беше основно издание, не искахме да променяме първия номер на версията на кода за максимална съвместимост на приложенията. И така достигаме до Windows Vista, която е 6.0. Така че ние виждаме Windows 7 като следващото ни логично издание и седмо от семейството на Windows изданията...Имаше известно колебание дали да не използваме 6.1 в кода като индикатор на приликата на Windows 7. Не е. Windows 7 е значителен и еволюционен напредък на операционната система. Той е отвсякъде погледнато голямо усилие в дизайна, разработването и иновацията. Единственото нещо, което може да се разчете във версията на кода е, че ние сме абсолютно длъжни да се уверим, че съвместимостта на приложенията е оптимална за нашите потребители. | ” |

## Фокус
Бил Гейтс, в интервю за американското списание Newsweek казва, че новата версия на Windows, ще „бъде повече потребителски ориентирана.“ Помолен да разясни какво е имал предвид, Гейтс казва:
| “ | Това означава, че днес когато се местите от един компютър на друг, трябва да инсталирате приложения на всеки един, да правите ъпгрейди [актуализации] на всеки един. Да се мести информация по между им е много болезнено. Ние можем да използваме Live – Услуги, за да знаем от какво се интересувате. Даже ако се отбиете до обществено място или компютърът на някой друг, ние можем да ви поднесем вашата начална страница, вашите файлове, вашите шрифтове, вашите предпочитания и тези неща. Така че ето какво потребителско-ориентирано нещо Live-Услугите могат да позволят. [Също така], във Vista нещатата много се подобриха с [цифрово] мастило и реч, но при следващото издание ще има много по-голям залог. Учениците няма да имат нужда от книги; ще могат просто да използват таблети. Паралелните изчисления са много важни за следващото издание. Ще направим, така че много от графиките на високо ново ще бъдат просто вградени в операционната система. Така че имаме доста добро очертание. | ” |

Гейтс по-късно казва, че Windows 7, ще се фокусира и над подобрения в производителността:
| “ | Ние работим здраво, бих казал, над новата версия, която наричаме Windows 7. Много се вълнувам от работата, която се върши там. Способността за по-ниска консумация на ток, да използва по-малко памет, да бъде по ефикасна и да има много повече свързаност с мобилния телефон, така тези сценарии си пасват добре за да се получи страхотна платформа за най-добрия гейминг, който може да бъде направен, възможността да се свържете със ставащото в интернет, така че например ако имате два персонални компютъра, така вашите файлове автоматично се синхронизират по между си, така че няма да имате много работа за местене на данни назад и напред. | ” |

Вицепрезидент на компанията Bill Veghte съобщава, че Windows 7 няма да има този тип проблеми със съвместимостта с Vista които тя имаше с предходните издания на Windows:
| “ | Позволихте ни да разберем, че не искате да се сблъсквате с този тип проблеми със съвместимостта при следващата версия на Windows, на които вероятно сте попаднали по-рано с Windows Vista. В резултат на това, нашият подход с Windows 7 е да изградим същата архитектура на ядрото като при Windows Vista, така че инвестициите които вие и нашите партньори сте вложили в Windows Vista да продължат да ви се отплащат и в Windows 7. Нашата цел е да осигурим миграционният процес от Windows Vista към Windows 7 да е праволинеен. | ” |

Говорейки за Windows 7, на 16 октомври 2008, Стив Балмър – главен изпълнителен директор в Майкрософт, потвърди съвместимостта между Vista и Windows 7:
| “ | Следващото ни издание на Windows, ще бъде съвместимо с Vista. Ключът е да се захванем здраво. Ние ще бъдем готови, когато вие искате да започнете с Windows 7. | ” |

Балмър също така потвърждава връзката между Vista и Windows 7, казвайки, че 7 ще бъде подобрена версия на Vista.

## Билдове

### Майлстоун 1
(километричен камък – типично наименование на основен етап от разработването на нова ОС от Майкрософт.)
Първият известен билд на Windows 7 е известен като „Milestone 1 (M1)“ според TG Daily, с номер на версията 6.1.6519.1. Изпратен е до ключови партньори на Microsoft през януари 2008 в x86 (32 битова) както и в x86-64 (64 битова) версии. Само x86 версията изтича в торент трекери и FTP сървъри. Билд 6519 е първият при който се забелязват щрихи на нова лента със задачи. Въпреки липсата на коментари от Майкрософт по това време, ревюта и скрийншотове се публикуват от различни източници. М1 инсталацията се доставя или като самостоятелна или като инсталация която изисква първо наличие на Windows Vista със Сервизен Пакет 1 и създава система с двойно стартиране.
На 20 април 2008 скрийншотове и видеоклипове изтичат на втори билд на М1 с версия 6.1.6574.1. Този билд включва промени в Windows Explorer също както и нов „Windows Health Center“.

### Майлстоун 2
Според статията на TG Daily от 16 януари 2008, Майлстоун (М2) е насрочен за Април или Май 2008. Билд на Майлстоун 2 е демонстриран на D6 конференцията с билд номер 6.1.6589.1.x86fre.winmain_win7m2.080420 – 1634. Билдът имал различна лента на задачите от тази в Windows Vista с измежду други функции и секции разделени в различни цветове. Домакинът отказал да коментира, изявявайки „Не би трябвало да коментирам това днес.“

### Майлстоун 3
Според Пол Турот (известен журналист със статиите си за нови версии на Windows), Майлстоун 3 (билд 6780) е доставен на работници в Майкрософт и близки партньори на 7 септември 2008 г. Описана като визуално и функционално подобна на Windows Vista от Мери Джо Фоли от ZDNet и Стивън Чапман от UX Evangelist, някои вградени приложения в Майлстоун 3 сега използват интерфейс тип ribbon, подобен на този в Office 2007.
Много приложения които са били вграждани в предишни версии на Windows, са сега премахнати, включително Calendar (Календар), Contacts (Контакти), Mail (Поща), Meeting Space (Срещи), Movie Maker (Създател на филми), и Photo Gallery (Фото Галерия) и са достъпни в Windows Live Wave 3 beta изданието. От тогава в WinFuture.de могат да се намерят 192 изображения на Windows 7 – билд 6780.

### Пред-бета
(На англ. Pre-Beta или При-бета)
Майкрософт също демонстрира билд 6933.winmain.081020 – 1842, по време на PDC, но не го раздава на гостите. На 14 ноември 2008 скрииншотове на Windows 7 билд 6936 изтичат от сайта на Winfuture. На 20 ноември 2008 Майкрософт слага скрийншотове на билд 6948 в техния „Разработване на Windows 7“ блог. Рано през декември, от WinFuture.de изтичат скрийншотове на билд 6956, където се вижда нов зареждащ екран и няколко подобрения. На WinHEC – Китай (конференция на хардуерните инженери посветена на Windows или Windows Hardware Engineering Conferance) гост открадва копие на билд 6956 x86 и го разпространява в мрежата, като то достига включително и до български торент трекери (както и билд 6801). Пол Турот качва няколко скрийншота на друг билд от 69xx серията в своя уебсайт. На 10 декември 2008 в мрежата става достъпен изкуствено направен от хакери билд „6936 – x64“.

### Бета
Бета версията стана достъпна за жеалещите с платени регистрации в Microsoft TechNet в техния уебсайт на 7 януари 2009. След забавяне от един ден, поради натоварване на съръвърите, на 10 януари бета с билд номер 7000.winmain_win7beta.081212 – 1400 стана публично достъпна както в 32-битова, така и 64-битова версия, на уебсайта на Windows 7. Поради големия интерес от Майкрософт премахнаха първоначалният лимит за 2 500 000 изтегляния като постави краен срок за желещите – 10 февруари. Създадените инсталации на бетата ще продължат да роботят до 1 август 2009, независимо дали са активирани.

### Pre-release candidate
На 8 февруари 2009 изтича 32-битовата версия на билд 7022 чрез сайтове за споделяне на файлове от украински работник на Майкрософт. На първи март изтича и 64 битовата версия. Една от забележимите разлики спрямо бетата е, че включеният в Windows 7 браузър Internet Explorer 8 е вече с версия RC1. Има още няколко различни икони, нови анимационни ефекти за Windows Sidebar (Страничната лента), която сега се нарича Windows Desktop Gallery (Галерия на Работния плот), нови икони и промени в Paint и по-бърз инсталационен процес. Билдът е завършен на 15 януари 2009 г.
На 2 март изтича 64-битовата версия на билд 7048, а 32-битовата му версия изтича на 6 март. Една от забележимите промени в билда е, че сега потребителите могата да изключват различни компоненти от Windows като Internet Explorer, Windows Search (разширени възможности за търсене на файлове) и Windows Media Player (Медиа Плеър – за възпроизвеждане на аудио и видео съдържние). От ZDNet потвърждават чрез тестове, че билдът е с по-висока производителност спрямо бетата.
На 26 февруари от Майкрософт обявяват 36 на брой основни промени след бетата. На 6 март Майкрософт съобщава публично, че потребителите ще могат да изключват повече функции от ОС отколкото при Windows Vista. Някои от програмите които ще могат да бъдат изключвани са както гореспоменатите, така и Windows Media Center и Windows Gadget Platform (така наречените Притурки)
На 11 март изтича 32-битовата версия на билд 7057, два дни по-късно и x64. Билдът е завършен на 5 март. На 21 март 2009 е завършен билд 7068 и е достъпен за подбрани Microsoft Connect тестъри.
На 27 март изтича x86 версията, а на следващия ден и x64 става достъпна чрез торент сайтовете. На 7 април изтича 32-битовата версия на т.нар. RC „Escrow“ билд. Два дена по-късно и 64-битовата му версия.

### Release Candidate
(Така нареченият кандидат за пускане на пазара)
На 24 април 2009 Windows Team Blog (Блогът на екипа работещ по Windows) обявява, че RC изданието ще бъде достъпно за членуващи в MSDN и Technet на 30 април и достъпен за широката публика на 5 май. Известно е, че този билд е раздаден на OEM партньори на Майкрософт и TAP „Златни тестери“ (Technical Adoption Program – Програма за усвояване на нови технологии от Майкрософт). Същият ден въпросният билд изтича в глобалната мрежа (x86 и x64 версии) и става достъпен за изтегляне от торент трекери. Пълният номер на билда е 7100.0.winmain_win7rc.090421 – 1700.

### Pre-RTM
На 12 април изтича в 32- и 64-битвоа версии билд с номер по-голям от този на RC – 7106. Първоначално само на китайски език след това в интернет се разпространяват и английски езикови пакети, след това и билд с тези пакети интегрирани.
Билд 7127, завършен на 7 май, става достъпен за Microsoft Connect тестерите. То изтича чрез торент сайтовете на 14 май 2009 (x86 и x64).
На 26 май от Майкрософт пускат актуализация с 31 езикови пакета, между които включително и български езиков пакет.
Билд 7137 изтича, завършен на 21 май изтича седмица по-късно (x86 и x64).
Компилация номер 7201, завършена на Юни 1, 2009, изтича на Юни 3 в x86 и x64 версии.
Компилация номер 7229.0.wbmab.090604 – 1901, завършена на 4 юни, 2009, изтича на 11 юни в x86 и x64 версии. Езикови пакети също стават достъпни чрез торент сайтовете.
Компилация номер 7231.0.wvmav.090608 – 1900, завършена на 8 юни, 2009, изтича на 11 юни в x86 VHD формат.
Компилация номер 7232.0.wvmav.090610 – 1900, завършена на 10 юни, 2009, изтича на 14 юни в x64 VHD формат. Този билд е с нов тапет по подразбиране който заменя бета рибата от предишните версии.
Компилация номер 7260.0.wb7_rtm.090612 – 2110, завършена на 12 юни, 2009, изтича на 17 юни в VHD формат (само х86).
Компилация номер 7264.0.wb7_rtm.090622 – 1900, завършена на 22 юни, 2009, изтича на 30 юни, 2009 в x86 и x64 версии. Езикови пакети също стават достъпни чрез торент сайтовете.
Компилация номер 7600.16384.wb7_rtm.090710 – 1945, завършена на 10 юни, 2009, изтича на 12 юли, 2009 в x86 и x64 версии.

### RTM /Краен продукт/
(Release To Manufacturing – готов за производство)
Windows 7 е пусната за производство на 22 юли 2009. Раздадена са копия на производителите на хардуер. Българската версия ще бъде завършена на 26 юли. Windows 7 RTM ще бъде достъпен чрез MSDN, Technet и Connect сайтовете на Майкрософт. Очаква се крайният Windows 7 да излезе на пазара на 22 октомври 2009, точно навреме за пазарния сезон („Shopping season“ както казаха от компанията). А дотогава тестери от цял свят изпробват „Windows Se7en“, като не се налага преинсталация на всеки билд – възможно е актуализиране (upgrade) на системата. За сега актуализирането е възможно за всички релийзи, но има някои изключения.